# 嘹歌
《嘹歌》（壮语：Fwen Liuz）是壮族的一部长达近两万行的历史风俗长歌，主要流传在广西田东县思林镇至平果县一带。田阳、武鸣、马山等县一些地区也有部分唱本流传。
这首歌是用当地（田东县思林及平果一带）的山歌“嘹嘹”调（俗称“欢嘹”）唱的。其唱法多为两男和两女对唱，一唱一和，开唱时，男方先唱一句“吾呀客嗨”（客人呀）或“酉呀的嗨”（情人呀）作为起音，然后唱歌词。一首歌四句分上下两段，每唱完一段的末尾都要以“唆”声拖腔，而且拖得较长。女方唱的同样如此。这样，“嘹嘹”之声，此起彼落，不绝于耳。所以当地把这种山歌形式叫“欢嘹”即“嘹歌”。
关于《嘹歌》的来历，民间是这样传说的：田东县思林镇附近有一个大岩洞叫“敢仰”（gamj yangx），据说古时候，这二带地方兵荒马乱，民无宁日，附近的老百姓常常跑到岩洞里来躲避兵匪的骚扰。后来，战乱平息了，人们便到这里来打太平醮，闹歌野，一方面是超度亡灵，另一方面是预祝平安。这样，久而久之，“敢仰”歌纤就成了当地最热闹的盛会。每逢旧历二月二十九这一天，人们便从四面八方赶来这里欢度节日。上午，人们首先手持火把，进岩洞游览，接着在洞前抢花炮，然后由师公打太平醮，戏台上还打加官、唱戏。中午以后，男男女女三五成群，到清溪旁、大树下或丛林中对唱起歌来，谈情说爱，年年如此。